# Оружие и доспехи в литературе
Оружие и доспехи в мифологии и литературе — важный сюжетообразующий элемент, дополняющий действие и характеризующий героя. Встречается как историческое, легендарное или же вымышленное холодное оружие (в том числе метательное) и доспехи, которые имеют имя собственное (например, Экскалибур) или прозвище, полученное благодаря своим уникальным характеристикам (например, Меч в камне). Это оружие и доспехи могли существовать в реальности (тогда оно «мифологизировано» общественным мнением), но всё же большинство из них является только неодушевлёнными персонажами мировой литературы, выступая как волшебный помощник главного героя; этот литературный мотив встречается в мифах, эпосе, религиозных сочинениях, исторических хрониках, беллетристике и поэзии по всему миру с древнейших времён.

## Характеристика

### Имя
Наименование оружия «личным» именем — приём «одушевления» этих инструментов военного ремесла. По указанию учёных-филологов, имена, даваемые оружию, в тексте «структурируют» ситуацию, в которой они используются. Имена позволяют человеку представить силу, которая воплощена в «окрещённом» оружии, а также делают его более знакомым и близким читателю.
Практически все достойные герои-воины Средневековья имели именные мечи. Если оружие у героя-человека имеет личное имя, это подчёркивает персональное могущество этого человека, поскольку «простые» люди таким оружием владеть не могут, причём «слава героя связана с его оружием», вдобавок, особенные герои ассоциированы с нестандартным оружием.
Имя собственное оружия подчёркивает его важность для сюжета — «имя делает его живым в сюжете. Они поднимаются над уровнем простого предмета и становятся действующими лицами». Кроме того, имя позволяет его воспринимать, как будто оно — живое существо c характером, «часто меч выступал не просто инструментом в справедливых руках, а сам был мерилом и защитником справедливости», подчас оружие представлялось способным самостоятельно отслеживать честность своего владельца и наказывать его в случае нарушения данного слова. Если у оружия есть имя, то, скорее всего, у него есть и необычные сверхъестественные (магические или божественные) дополнительные качества; кроме того, оно либо даровано герою волшебным покровителем («волшебный дар»), либо добыто им с большим трудом. Это связано с верой в магические свойства материальных предметов, которая была характерной чертой средневековой религиозности, когда вещи служили своего рода аккумуляторами магической силы.
Присвоение оружию имени являлось удобным литературным приёмом в случае, если требовалось проследить его судьбу на протяжении долгого периода, то есть если оно передавалось по наследству, исчезало на несколько поколений или ломалось и перековывалось. Это было особенно важно, поскольку оружие, доставшееся «от предков», гарантировало удачливость героя, аккумулируя успехи предков, что в эпосе могло рассматриваться как боевая магия. C другой стороны, помимо удачи, новый владелец именного меча мог получить от предыдущего и его проклятие (эти приёмы использует и обнажает в своей эпопее Толкин, профессор литературы и знаток эпоса).
Иногда имя оружия загадочно, а иногда — «говорящее» о его характере или способностях: кельтское копьё Крималл («в кровавых пятнах»), японское копьё Томбогири («Подсекатель стрекоз»), лук Тристана Фейл-нот («Без промаха»). Исследование личных имён оружия позволяет проследить эволюцию текстов, в которых они встречаются, если речь идёт об эпосе (ср. мутацию имени меча Экскалибур → Калибур).
Исследователи англосаксонской литературы указывают, что несмотря на огромное количество сохранившихся имён мечей (около 200), неизвестно, существовала ли практика давания оружию имени в реальности, или это только поэтический приём. Однако археологические находки (рунические памятники) указывают, что упоминаемая в памятниках традиция писать имя меча на лезвии действительно подтверждается.

### Связь с владельцем
Оружие, фигурирующее в произведении, является важным символическим объектом, раскрывающим подчас суть его или, чаще — своего владельца, героя произведения.
«В рамках общего символизма борьбы героя, его оружие, в некотором смысле, — дубликат, аналог чудовища, с которыми он должен бороться. Подобно тому, как существуют различные виды чудовищ, так есть и различные виды оружия. Таким образом, оружие, используемое в мифическом бою, придаёт глубокое и специфическое значение: оно характеризует и героя, и врага, которого он пытается уничтожить. Так, в чисто психологической интерпретации символа, когда враг — только силы, угрожающие герою изнутри, оружие становится подлинным олицетворением состояния конфликта (крылья Икара, меч Персея, палица Геркулеса, посох Эдипа, трезубцы Нептуна, Гадеса и Сатаны)». Юнг обобщает это, сказав «оружие — это волеизъявление, направленное на определенный результат».
Интерпретация Поля Диеля о символизме оружия также подчёркивает его нравственное, моральное значение. Он отмечает, что «оружием, полученным от божества» (частый приём в мифах, легендах и фольклоре) герой должен бороться со своими иррациональными желаниями, против притягательных чудовищ — таким образом, послужив высшим идеалам своего духа. Оружие символизирует мощь и функции сублимации и спиритуализации, по контрасту с чудовищами, которые не изменяют своим низменным силам. По этой причине в мифах и легендах подчёркивается почти автономная мощь оружия, атрибутов и предметов, принадлежавших героям, святым и полубогам.
«Поскольку оружие главным образом характеризует героя или рыцаря, меч очень часто тесно связан со своим владельцем, будто становясь его частью, и иногда имеет своё собственное имя или личность. (…) Меч, таким образом, становится символом или представителем, как бы говоря от своего хозяина, и если рыцарь имеет задачу примириться с внешним миром и его преодолеть, меч можно сравнить с некоторыми функциями личности, перед которой стоит эта задача».
Присвоение оружия символизирует приобретение силы побеждённого. Игра с оружием символизирует победу любви над войной. Оружие разрушения в руках богов символизирует также освобождение, ибо они поражают невежество и низшее «Я» человека, чтобы пробудить сознание и ощущения.

#### Атрибуты
Также встречается оружие, которое, будучи безымянным, имеет свой «характер», является узнаваемым атрибутом какого-либо персонажа, имеет необычные способности и неоднократно упоминается в художественных литературных произведениях (например, трезубец Посейдона, порождавший ударами о твердь коней, или Коса Смерти, уносящая человеческие жизни). Оружие богов имеет личное имя реже, чем оружие героев.
Различным персонажам придают различные виды оружия. Так, скипетр, булава, жезл и плеть — атрибуты правителя; копьё, кинжал и меч — оружие рыцаря; нож и стилет — тайное и «низменное» оружие; молния и сеть — оружие уранических богов. Сравнение типов оружия с юнговскими архетипами даст следующие корреляции: Тень — нож, кинжал; Анима — копьё; Мана — булава или палица, сеть, плеть; Самость — меч.
Кроме того, отмечается, что меч — более новое изобретение — чаще собственность человека, а вот более примитивные виды оружия — копьё, молот, дубина, топор — распространены у богов, особенно у громовержцев. Такие языковые словосочетания («молния Зевса», «трезубец Посейдона») становятся устойчивыми тропами, и подобное оружие также выступает как неизменный предмет, переходящий из одного произведения в другое зачастую на протяжении нескольких веков.

### Связь со стихиями
Общее значение, символика некоторого оружия из легенд и мифов обогащается ассоциациями со стихиями, к которыми они относятся. Так, боло индейцев связано с воздухом, копьё — с землёй, меч — с огнём, трезубец — с морскими глубинами. Таким образом, на основе юнгианских архетипов Шнайдер[уточнить] утверждает, что борьба меча с копьём — битва земли против неба.

### Символическое толкование
Толкование различных видов как аллегории в христианской литературе задавалось апостольским примером. Так, апостол Павел в «Послании к Эфесянам» (6: 10-17) даёт совет относительно того, как христианам следует встречать врага:
| «Наконец, братия мои, укрепляйтесь Господом и могуществом силы Его; Облекитесь во всеоружие Божие, чтобы вам можно было стать против козней дьявольских; Потому что ваша брань не против крови и плоти, но против начальств, против властей, против мироправителей тьмы века сего, против духов поднебесных. Для сего приимите во всеоружие Божие, дабы вы могли противостать в день злый и, все преодолевши, устоять. Итак, станьте, перепоясавши чересла ваши истиною, и облекшись в броню праведности, И обувши ноги в готовность благовествовать мир; А паче всего возьмите щит веры, которым возможете угасить все раскаленные стрелы лукавого; И шлем спасения возьмите, и меч духовный, который есть слово Божие». |

По святому Ефрему, аллегорическая интерпретация символизма высказывания Павла такова: шлем — надежда; перепоясание чресел — милосердие; обувь — смирение; щит — крест; лук — молитва; меч — слово Божье.

## Виды оружия

### Мечи
Согласно энциклопедии «Мифы народов мира», использование образа меча в мифологиях является способом противопоставления «жизнь-смерть» (дамоклов меч, Пламенеющий меч ангела-стража Эдема). Меч используется, чтобы отсекать всё «недостойное и бесплодное», он символизирует начало высшей справедливости. В Новое время он благодаря своей форме визуально сближается с христианским распятием, поэтому меч приобретает дополнительную символику единения, братства, став символом рыцарства, предметом, на котором клялись. Практически все достойные герои-воины Средневековья имеют собственные именные мечи, которые становятся им верными спутниками и друзьями, поэтому список личных имён мечей очень долог. Полный список имён знаменитых и легендарных мечей, содержащий около 150 пунктов, вынесен в отдельную статью.
Меч, будучи выкованным в огне, также был связан с хтоническими силами — он отождествляется с молнией, атрибутом бога-громовержца (японский священный меч, сверкающий меч Яхве, меч-молния Индры, пламенеющий меч Вишну). Огромный меч, иногда из небесного огня, является оружием солярных богов и культурных героев, поэтому он используется для борьбы с «тёмными» чудовищами, для защиты девственницы.
Эта зависимость от стихии делает меч инструментом связи со всеми мирами. Например, герои могут добывать его изнутри камня, из-под камня, то есть из мира «подземного» (Пелей, Тезей, король Артур), либо из ствола дерева (Зигмунд), из-под воды. Таким образом, меч может служить «мостом в другой мир».
Фольклор выделяет различные функции волшебных мечей — мечи-саморубы, мечи, делающие их владельца неуязвимым, невидимым; говорящие мечи, способные заколдовывать и расколдовывать, усыплять, переносить по воздуху.

#### Именные мечи
- Бальмунг — меч Зигфрида (по «Песне о Нибелунгах»). В «Эдде» он называется Грам, в вагнеровском цикле — Нортунг (Nothung).
- Дамоклов меч
- Дюрандаль — меч Роланда.
- Зу-ль-фикар — меч пророка Мухаммеда.
- Каладболг — меч Фергуса.
- Меч-кладенец — меч Святогора и Ильи Муромца (в русском фольклоре).
- Меч-молния — меч Давида Сасунского (в армянском фольклоре).
- Щербец — коронационный меч королей польских.
- Хрунтинг (Нэглинг) — меч Беовульфа (или его помощника Унферта).
- Экскалибур — меч короля Артура.
- Гламдринг — меч Гэндальфа, откованный в Гондолине.
- Жало — эльфийский длинный кинжал, принадлежавший Бильбо и затем подаренный Фродо.
- Нарсил — меч Элендила. Перекован для Арагорна, новое имя — Андурил.
- Оркрист — меч, принадлежавший Торину Дубощиту и захороненный вместе с ним, как и Гламдринг, откован в Гондолине.
- Англахель — меч Турина Турамбара. Носил также имя Гуртанг.
- Ангуирель — меч Эола Тёмного Эльфа, выкован как и Англахель самим Эолом из чёрного металла.
- Рингиль — «Льдистая Звезда», меч Финголфина.
- Хэругрим — меч короля Рохана Теодена.
- Аранрут — меч короля Дориата Тингола.
- Гутвин — меч Эомера, племянника Теодена.
- Грейсвандир (Grayswandir) – Ночной клинок Огненного Пути. По свидетельству самого Корвина, был откован на первых ступеньках призрачной лестницы Тир на Ног'тх. Принадлежал Корвин (Хроники Амбера), принцу Амбера.
- Вервиндль - Дневной клинок Огненного Пути, считается сестрой-близнецом Грейсвандира (клинок принца Бренда, позже — Ринальдо).

### Древковое оружие

#### Копья
Копьё, как более «раннее» оружие, чем меч, является атрибутом не только воина, но и охотника, как героя, так и божества. Также копьё является символом войны и фаллическим символом. «Это оружие приземлённого характера, в отличие от небесных, божественных скрытых смыслов меча». С символической точки зрения копьё можно сравнить с ветвью, деревом, крестом, а также с обозначением пространственной ориентировки. Любопытен мотив, согласно которому герои могут вылечиться от раны, нанесённой копьём, только от прикосновения того же копья.

Копьё заняло особое место в христианстве из-за наличия такого предмета, как Копьё Лонгина, а также будучи атрибутом некоторых святых. Раймунд Луллий в «Записках дворянского ордена» выражает веру в то, что копьё дано рыцарю как символ высокой нравственности. «Окровавленное копьё», о котором упоминается в легенде о Граале, иногда трактуется как копьё страстных желаний и вожделений, то есть в смысле Страсти как таковой. Некоторые авторы не согласны с таким толкованием, для них приемлема интерпретация копья как жертвенного символа.
Особенно часто копьё встречается в кельтской мифологии, где оно является священным объектом с языческих времён, и позже проникло в легенду о Граале, став связанным с идеей кубка, чаши.
Копья в музейной экспозиции
- Копьё Лонгина, Копьё Судьбы — священная реликвия христиан, которое римский солдат Лонгин вонзил в подреберье Христа. Место хранения оспаривают несколько храмов.
- Рогатина Бориса Тверского (Булатный наконечник рогатины князя Тверского Бориса Александровича) — был одним из важнейших символов власти в комплексе регалий Тверского княжества и одним из главных трофеев похода на Тверь князя Московского Ивана III (сер. XV в., Оружейная палата)[24].

В древнегреческой мифологии
- Копьё Афины, от его удара об землю при споре с Посейдоном за владычество над будущим городом Афины выросла первая олива.
- Копьё Пелея из пелионского ясеня, твёрдого как железо, подаренное кентавром Хироном на свадьбу героя с Фетидой, затем принадлежало их сыну Ахиллу.
- Чудесное копьё Прокриды, не знавшее промаха.

В древнеегипетской мифологии
- Копьё Гора, которое благословила богиня Нейт. «Его крючки — лучи солнца, его острия — когти Мафдет» (богини наказания)[25].

В славянской мифологии
- Копьё Юлия Цезаря, по сообщениям немецких католических миссионеров — очень старый железный наконечник копья, хранившийся в одном из храмов в знаменитом городе поморских славян Юлине (Волине, Йомне или Юмме), который почитался как наконечник копья самого Юлия Цезаря.

В германо-скандинавской мифологии
- Гунгнир — копьё Одина в германо-скандинавской мифологии.

В кельтской мифологии
- Ареадбар (Areadbhar, Aréadḃar, Aréadḃair) — отравленное копьё Писеара, царя Персии, захваченное богом Лугом[26].
- Гае Ассайл, Ассал, Копьё Луга (Gáe Assail, Spear Lúin, Spear of Lugh) — одно из четырёх сокровищ племён богини Дану из города Гориаса. Использовалось богом Лугом во второй битве Mag Tuired[27]. Возвращалось после сделанного броска[28].
- Гае Булг, Га Булга (Gáe Bulg) — копьё Кухулина, полученное им от царицы Скатах. Изготовлено из костей морского зверя. Второе копьё Кухулина — Del chliss.
- Гае Деарг (Gáe Dearg) — «Красное копьё» Диармайда (Diarmuid Ua Duibhne), которое он получил от приёмного отца, Ангуса Ога, и использовал, если дело касалось жизни и смерти. В более лёгких приключениях он использовал Gáe Buide — «Жёлтое копьё».
- Карр Белаиг Дургин (Carr Belaig Durgin) — копьё Маэлодрана (Maelodran), которое могло убивать по собственной воле, или же убивало благодаря контролю над ним демона, убивавшего всех, кто пробовал пройти, не предложив приношение («Aided Máelodrán meic Dímma Chróin»).
- Крималл (Crimall, «в кровавых пятнах») — копьё Кормака Мак Аирта (Cormac mac Airt).
- Кродерг (Croderg) — ядовитое копьё, которым Друимдерг (Druimdherg mac Dolair), убил Кайсел Клумаха (Caisel Clumach), короля Норвегии и владельца огненного щита в битве при Вентри (Cath Finntrága).
- Копьё Огмы — копьё кельтского бога солнца, применявшееся им в проведении светила.
- Копье Фиахи — магическое копьё, изначально принадлежавшее Фиахе (Fiacha), который не знал, как его использовать и затем передал Финну Мак-Кумхайлу, использовавшего его против Айлена (Aillén).
- Лунное копьё (фр. Le Pic de Lune) — загадочное копьё, подаренное племени пиктов божеством луны[29].
- Пятизубое копьё Фотхада (Fothad’s five-pronged spear) — отравленное копьё, входило в число вещей, которые дух мёртвого Фотхада (Fothad Canainne) сказал собрать своей возлюбленной.

В рыцарских романах
- Карающее копьё (фр. Lance vengeresse) — которым рыцарь Балин Дикарь поразил короля Пеше[30] (Артуровский цикл).
- Мальте (фр. Maltet) — копьё эмира Балигана в «Песни о Роланде».
- Ронговеннан, Ронжомэ, Рон (Rhongowennan, Rongomiant, Ron) — копьё короля Артура[27][31]. Было выковано в Каэр-Мирддин (Caer Myrddin) кузнецом по имени Гриффин (Griffin).

Азиатские копья
- Аль-Монсари и аль-Монсави — два копья пророка Мухаммада.
- Амэ-но-нухоко (яп. 天沼矛, «небесное драгоценное копьё») — нагината богов-творцов японского пантеона Идзанаги и Идзанами, которой они вынули землю из моря.
- Брахмаданда («дротик Брахмы») — дротик бога Брахмы. Может поражать страны и народы на протяжении нескольких поколений.
- Вел (тамил. வேல்) — божественное копьё дравидского бога войны Муругана (Сканды).
- Нихонго (яп. 日本語) — принадлежало даймё Фукусиме Масанори, который проспорил его Мори Тахэ, XVII в., песня «Куродабуси»[32]. До этого находилось в Императорском Дворце. В настоящий момент в Городском Музее Фукуока (Fukuoka).
- Змеиное копьё (蛇矛) Чжан Фэя (en:Zhang Fei), китайского генерала III в. н. э.
- Копье Берегового края (涯 角 槍) — Копье Чжао Юня, китайского генерала эпохи Троецарствия. Про это оружие говорилось, что «Его не превзойти, даже в небесном море звезд».
- Томбогири (яп. 蜻蛉切, «Подсекатель стрекоз») — копьё, изготовленное оружейником Мурамаса Иайто (Muramasa Iaito или Masazane)[33], период Муромати. Принадлежало даймё Хонда Тадакацу (Honda Tadakatsu). Имя получило от стрекозы, присевшей отдохнуть на её острие и сразу оказавшейся разрезанной пополам. Одно из трёх легендарных японских копий. Два других — Отэгинэ (яп. 御手杵) и Нихонго (см. выше).

Мезоамериканские копья
- Шиуакоатль (Xiuhcoatl) — копьеметалка бога Уицилопочтли.

Вымышленные копья в современной фантастике
- Копьё во вселенной Dragonlance («Драконье копьё»).
- Копьё у Роберта Сальваторе, «Убийца драконов».
- Копьё Морских Королей у А. Бушкова, «Нечаянный король» (как оказалось, этим «копьем» была атомная субмарина «Рагнарек» из соединения «Морские Короли» или, что вероятнее, специальные торпеды на этой субмарине)
- Копьё Айглос — оружие Гил-Галада, последнего верховного короля нолдор Средиземья. Использовалось им в Войне Последнего союза, в частности в поединке Гил-Галада и Элендила с Сауроном. Его дальнейшая судьба и владельцы (если были) неизвестны.

#### Трезубцы
Трезубец встречался в качестве атрибута лишь у божеств, причём связанных со стихиями. «Во многих случаях символика трезубца связана с магией числа три и с солярными символами: крестом, свастикой». Также относится к группе фаллических символов.
- Трезубец Посейдона. Вызывал землетрясения и порождал лошадей своим ударом о твердь. Сделан киклопами. Символ морской стихии, грома и бури.
- Трезубец Сатаны. Согласно другому варианту, владыка ада владеет не холодным оружием, а сельскохозяйственным орудием — вилами (потому что «Смерть косит, а дьявол убирает урожай»).
- Конго (Kongō 金剛) — трезубое оружие, которое испускало лучи света в темноте. Давало обладателю мудрость и проницательность. Изначально принадлежало японскому богу гор Коя-но-Мёин (Koya-no-Myoin). Эквивалент ваджры.

В индуизме
- Ваджра — (санскр. वज्र, «молния») — оружие бога Индры — скипетр-трезубец. Выкован Тваштаром. Вариант — его даровал Индре Кавья Ушанас. Ваджра описывается как золотая или железная, о четырёх или о ста углах или в форме диска, позднее — как крестообразная. В «Махабхарате» рассказывается, что ваджра была сделана из костей святого отшельника Дадхичи, который добровольно пожертвовал свой скелет для этой цели. (См. также Дорже).
- Тришула (санскрит त्रिशूल) — трезубое копьё богини Дурги.
- Шула — трезубец бога Шивы, его острия символизировали три функции бога — созидание, существование, разрушение.
- Трезубец Рудры, выкован Тваштаром.
- Трезубец Агни.

#### Прочее древковое оружие
- Жуи Цзиньгу Бан (Ruyi Jingu Bang) — посох Сунь Укуна (Царя Обезьян) в древнекитайской мифологии, по легенде, мог менять размер от зубочистки до «подпирающего небеса».
- Изогнутый клинок Зелёного Дракона (青龍偃月刀, Qīng Lóng Yǎnyuè Dāo, Green Dragon Crescent Blade) — гуань дао, легендарное оружие Гуань Юя (Guan Yu) в романе XIV века «Троецарствие».
- Коса Смерти в традиционном представлении европейцев.

### Стрелковое оружие

#### Луки
Луки также чаще являлись оружием богов, а не героев. Так, лук Шивы был эмблемой его силы. «На этом символизме основывается понятие „напряжения“ (натяжения), четко определенное Гераклитом и тесно связанной с жизненной и духовной силой. Benoist отмечает, что лук и стрелы, как атрибуты Аполлона, олицетворяют энергию солнца, его лучи, мощь улучшения и очищения».
- Золотой лук был выкован Ильмариненом (вместе с Красным кораблём и Золотым плугом).
- Тамбар (Tambar) — лук Эйнара Тамбарскелвира (Einar Tambarskelvir, Einarr þambar-skęlfir), стрелка́ Олава Трюггвасона (Ólavur Tryggvason).
- Фейл-нот (англ. Fail-not, Бьющий без промаха) — лук Тристана.
- Ухао (кит. 烏號 «тёмный плач») — волшебный лук, согласно древнекитайской мифологии, принадлежащий Хуан-ди.
- Красный лук, подаренный богом Ди-цзюнем Хоу И, выстрелами из которого стрелок сбил лишние девять солнц (китайская мифология).
- Лук Хайка, из которого он убивает Бела, царя Вавилона (армянская мифология).

В древнегреческой мифологии
- Лук Аполлона, стрелы из которого приносили чуму.
- Лук Артемиды, из него она могла убивать женщин.
- Лук Геракла, при помощи которого тот совершил некоторые из своих подвигов («Стимфалийские птицы», «Коровы Гериона»), освободил прикованного Прометея и даже угрожал богу Гелиосу. Обладателем лука Геракла после смерти героя стал Филоктет. Только при помощи этого лука могла быть взята Троя.
- Лук Одиссея, натянуть тетиву на который мог только он сам.
- Лук Эрота (Купидона), стрелы из которого приносили любовь.

В индийском эпосе
- Гандива (Gandiva) — лук Арджуны в «Бхагават-гите».
- Виджая — лук Карны, оружие, с которым некогда Индра победил демонов[35].
- Пинака (или Аджагава) — лук Шивы.
- Шарнга («роговой») — лук Кришны (Вишну)[36].
- Лук Камадевы, стрелы из которого приносили любовь.

##### Стрелы
Стрелы обычно символизируют свет высшей силы. И в Древней Греции, и в доколумбовой Америке они обозначали солнечные лучи.
- Анджалика — название стрелы, которой Арджуна сразил Карну.
- Пашупата («освященное Пашупати») — стрела Шивы.
- Существовало несколько мифов, объяснявших появление на небе созвездия Стрелы:
  - это стрела Аполлона, которой он убил Циклопов.
  - это стрела Геракла, которой он убил орла, терзавшего печень Прометея.
- Золотая стрела — на этой стреле летал Абарис, жрец Аполлона, изначально принадлежала этому богу.
- Стрела из омелы — этой стрелой по наущению Локи слепой бог Хёд убил светоносного бога Бальдра.
- Стрела Париса, поразившая в пятку ахейского героя Ахилла («Ахиллесова пята»). Полёт стрелы был направлен самим Аполлоном.
- Стрелки-Блискавицы — были даны Заре Перуном для защиты от Чернобога[37][неавторитетный источник]

#### Иное метательное оружие
- Сударшана — диск Кришны, атрибут Вишну, выкован Тваштаром.
- Праща Давида, камнем из которой был убит филистимлянин Голиаф (1 Цар. 17).

### Прочее холодное оружие
- Гамбантейн (Gambantein) — посох (дубинка) Гермода (Hermod), скандинавская мифология.
- Гурза’и гав-сар (گرزه [ی] گاو سار, gurza 'i gav-sar, «бычьеголовая булава») — булава Фаридуна (Faridun), персонажа «Шахнаме». Оружие также принадлежало и Рустаму.
- Карнвеннан (Carnwennan, Carnwenhau, «гость») — нож или кинжал короля Артура.
- Топор Куллуха (Culhwch) — принадлежал Кухулину, был настолько острым, что заставлял кровоточить воздух.
- Палица Геракла, подарок Дедала[38], вариант — сделана Гераклом из вырванного им с корнями в Немейской роще твёрдого как железо, ясеня. Служила объектом поклонения древних греков — её изображали отдельно на монетах, в виде палицы изготавливали терракотовые алтари[39].

#### Молоты
- Мьёллнир — молот Тора.
- Уконвасара (Ukonvasara) — молот Укко.
- Гронд молот Мелькора.

#### Серпы
- Серп Кроноса, которым он оскопил отца. Выкован тельхинами из адаманта, мог разрезать всё, что угодно.
- Серп, который, согласно «Книге Апокалипсиса», будет использоваться Сыном Человеческим для душ при конце света[40].

#### Кнуты и плётки
- Золотая плётка-семихвостка Альбериха (Albrîchene geisel swaere von golde), которой он разбил щит Зигфрида.
- Кнут кельтского солнечного бога Огмия (Ogmios), мог контролировать движение планет.
- Кнут-самобой в русских сказках обращает человека в лошадь и разгоняет вражье войско[37].

### Неназванные виды оружия
Употребляется в мифах по имени собственному, типологическая принадлежность — загадочна.
- Сияющее Оружие, Сияние Ашшура — оружие Асархаддона и его сына Ашшурбанипала, оружие, испускающее яркое, ослепительное сияние, было частью головного убора богов, употреблялось в битвах против Египта. Оно же — у Салманасара: «Я воевал с Могучей Силой, которую дал мне Ашшур, повелитель мой; и с сильным оружием, дарованным мне Нергалом, что направляет меня». От оружия Ашшура, гласят надписи, исходило «сияние ужасное». Вражеские воины бежали с поля боя, увидев «ужасное Сияние Ашшура, объявшее их»[41].
- Оружие тридцати — предположительно, гарпун, который Хор пустил в Сета и ранил его в тестикулы. Имел странный, практически невероятный наконечник — сначала выстреливал передний, самый большой снаряд, а потом два другие снаряда поменьше[41].
- Молния Зевса.

В индуизме
- Агнея — мифическое огненное оружие Агни
- Антардхана («исчезновение») — легендарное оружие, применением которого можно было заставить исчезнуть предметы и препятствия, оружие Куберы.
- Брахмаширас («голова Брахмы») — мифическое оружие, описанное в «Махабхарате»; называется также Пашупата или Раудра. Действие его ужасно и наделено чудовищной силой, в конце Юги оно испепеляет Вселенную, а последствия его применения в бою — поражение зародышей в женщинах. По одной версии — огненная стрела, по другой версии — сильнейший яд, добытый из глубин океана и выпитый Шивой для спасения мира, по третьей — пламя, заключённое в стебле травинки.
- Бхаума — мифическое оружие богини земли.
- Вайавъя («принадлежащий богу ветра Вайю») — вид мифического оружия, находящегося под покровительством бога Вайю и обладающего мощью ветра[42].
- Оружие Грома — принадлежало Индре.
- Шакти (Sakti) — оружие Карны, данное ему Индрой.

### Доспехи
- Бабр-е Байан (Babr-e Bayan) — непроницаемое для оружия, огня и воды одеяние Рустама из «Шахнаме».
- Вигар (Wigar) — имя доспехов короля Артура (Лайамон, «Брут»).
- Доспехи Ахилла, выкованные Гефестом.
- Доспехи Беовульфа, выкованные Вейландом.
- Доспехи Тора, включавшие Пояс Могущества, удваивавший его силы, и железные перчатки, благодаря которым он мог держать Мьёллнир.
  - Мегин-гьорд (Megingjord) — пояс.
  - Иарнгрейпер (Iarngreiper) — перчатки.
- Шкура Немейского льва, носилась Гераклом как доспех, так как её невозможно было пробить оружием.
- Рубашка Гоибниу — защищала как доспех.

#### Щиты
Античные щиты
- Эгида Афины и Зевса.
- Анкил — щит Марса.
- В античной поэзии, начиная с Гомера, традиционным стало подробное описание щита героя и изображений на нём:
  - Щит Ахилла, выкованный Гефестом — в XVIII песне «Илиады» Гомера.
  - Щит Геракла — в приписанной Гесиоду поэме VI в. до н. э. «Щит Геракла».
  - Щит Аякса с семью слоями бычьей кожи — в VII песне «Илиады» Гомера.
  - Щит Энея — в VIII книге «Энеиды» Вергилия.
  - Щит Диониса — в XXV песне поэмы Нонна «Деяния Диониса».
- Зеркальный щит Персея, в котором он смог увидеть Горгону и не превратиться в камень.

Щиты кельтов и рыцарских романов
- Дубан (Dubán, «чёрный») — чёрный щит Кухулина.
- Ламтапад («Быстрая рука») — щит Коналла Кернаха. По другим источникам — щит Брикрен («Пёстрый»).
- Крода (Cróda, «кровавый») — щит Кормака (предположительно, Кормака, сына Конхобара).
- Охайн (Ochain) — щит Конхобара (Conchobor).
- Уинебгуртихер (Wynebgwrthucher) — щит короля Артура в «Мабиногионе». Он же называется Придвен (Pridwen) у Джеффри Монмутского (в «Мабиногионе» Придвен оказывается именем корабля Артура). В другом варианте зовётся Госвит (Goswhit).
- Щит Ланселота, дан ему Владычицей озера, излечивал рыцаря от усталости и давал ему силу троих мужчин.
- Щит Галахада, изготовлен королём Ивлейком (Evelake), украшен красным крестом, написанным кровью Иосифа Аримафейского.
- Заколдованный щит Абима, мавра из «Песни о Роланде», украшенный драгоценными камнями, добытыми сатаной[43].

Щиты в славянском мире
- Щит Яровита, славянского бога военной ярости и плодородия, огромный и обтянутый золотом, был неприкосновенным в мирное время, и приводил к победам во время военное[44].

Скандинавские щиты
- Свалинн (Svalinn) — в скандинавской мифологии щит, стоящий перед солнцем.
- Скреппинг (Skrepping, Skrep, Skrepping) — щит Видрика Верландсона (Виттиха, Wudga) (Vidrik Verlandson; Wittich), датская баллада[45]. Другой вариант его имени — Бортинг (Borting).
- Щит Тьмы, использовался Хёдом для защиты от бога Вали.

#### Шлемы
- Госвит (Goswhit, «белоснежный, как гусь») — шлем короля Артура по Лайамону.
- Кат Барр (Cath Barr, Caṫḃárr, Cathbhárr) — шлем Луга, с одним драгоценным камнем позади и двумя впереди.
- Шлем Рустама («Шахнаме»), на котором была закреплена голова белого гиганта Див-е-Сепида (Dive-e Sepid).
- Шлем-невидимка, выкованный циклопами для Гадеса, использовался Персеем.

Исторические шлемы
- Шлем св. Вацлава — шлем X—XI веков, приписываемый чешскому князю Вацлаву. Национальная реликвия Чехии.
- Шлем Ярослава Всеволодовича — шлем князя Ярослава Всеволодовича, один из древнейших сохранившихся древнерусских шлемов (Оружейная палата).
- «Шапка Ерихонская» (Государственный шлем Российской империи), изображение которой входило в Полный государственный герб Российской империи, парадный шлем царя Михаила Фёдоровича, по последним исследованиям, выполнявший функцию воинского венца русских царей, имеет в основе колпак из иранского булата XIV в., (1621 г., мастер Никита Давыдов, Оружейная палата)[24].

Шлемы из германского фольклора
- Бланк (Blank, сверкающий) — шлем Видрика Верландсона (Виттиха) (Vidrik Verlandson; Wittich), датская баллада[45]. Варианты имени — Grib, Bierthing, Blanck, Birting.
- Венерант (Venerant, Uenerant)) — шлем Роланда по немецким источникам.
- Лимме (Limme) — шлем, выкованный Вейландом для его сына Виттиха.
- Тарнхельм (Tarnhelm, Tarnkappe) — шлем-невидимка, выкованный гномами в «Кольце Нибелунга» Рихарда Вагнера.
- Хильдигримр (Hildigrimr, Hildegrim) — шлем Тидрека (Thidrek — Дитриха Бернского) в «Саге о Тидреке» («Thidrekssaga»). Ярко сверкал круглым драгоценным камнем.
- Хулидсхельм (Huliðshjálmr) — шлем карликов.
- Эгисхельм, Шлем-страшило[46] (Ægis-helm, ægishjálmr, «шлем ужаса») — служил Фафниру, чтобы отпугивать возможных похитителей его сокровища, захвачен Зигфридом. Другой шлем Зигфрида принадлежал Дреду (Helm of Dread).